# Yanac (Victoria)
 (septembre 2020).
Yanac est une localité à l'ouest de l'État du Victoria en Australie à 364 km au nord-ouest de Melbourne dans le comté d'Hindmarsh. Elle est située dans le Wimmera et compte 63 habitants en 2016. 